# Vicovu de Jos, Suceava
Vicovu de Jos (germană Unterwikow) este satul de reședință al comunei cu același nume din județul Suceava, Bucovina, România.
Biserica ortodoxa din lemn de la Vicovul de Jos a fost construită cu ajutorul episcopului Dositei Herescu (1710-1789) în anul 1777 si a fost mutata la Băhrinești (nordul Bucovinei) în anul 1880. Despre această biserică în copia „A” a inventarului bisericii întocmit la 3 (16) iunie 1905 citim: „Biserica aceasta a zidit-o comuna în anul 1880 din lemnul bisericii vechi din Vicovul de Jos, carele l-a cumpărat cu 100 cor. pe cheltuiala proprie și din colete, și s-a simțit cu hramul „Prea sfântei Treimi” în 4 (16) iunie 1883”.

## Personalități
- Ion Roșca (n. 9 iunie 1908) - poet iconar
- Vasile Motrescu (1920 - 1958) – s-a născut în comuna Vicovu de Jos, partizan, fiind considerat unul dintre cei mai mari luptători anticomuniști din zona Bucovinei.
- Pavel Țugui (1921 - 2021), istoric literar comunist
- Sofia Vicoveanca (n. 23 septembrie 1941) – cântăreață de muzică populară, locuieste în Vicovu de Jos - sat Marginea
- Aurel Tudose (1941 - 2012) - rapsod popular la doina „Mândră de pe Remezeu”
- Stelian Cârstean (n. 9 februarie 1942) - folclorist
- Laurențiu Cârstean (n. 30 iulie 1946) - poet, scriitor
- Vasile Ișan (n. 22 mai 1961, comuna Vicovu de Jos, județul Suceava) - profesor universitar de comerț internațional, care a îndeplinit funcția de rector al Universității „Al.I. Cuza” din Iași (2008-2016).
- Vasile Breabăn (1963 - 2023, Vicovu de Jos - Remezeu) – inginer electronist, care a îndeplinit funcția de șef Stație Televiziune Rarău, Societatea Națională de Radiocomunicații - Sucursala Iași (1991-2023).
- Adriana Bucevschi (n. 13 decembrie 1971) – cântăreață de muzică populară, s-a născut la Vicovu de Sus si a copilarit în Vicovu de Jos - Remezeu.

 Acest articol despre o localitate din județul Suceava este deocamdată un ciot. Puteți ajuta Wikipedia prin completarea lui.